# Тит Приферний Пет
Тит Приферний Пет (лат. Titus Prifernius Paetus) — римский государственный деятель начала II века.
В 96 году Пет занимал должность консула-суффекта вместе с Квинтом Фабием Постумином. У него было два приёмных сына: Тит Приферний Пет Меммий Аполлинар и консул-суффект около 125 года Тит Приферний Пет Росиан Гемин Леканий Басс.